# Kanton Hamersleben
Der Kanton Hamersleben bestand von 1807 bis 1813 im Distrikt Helmstedt im Departement der Oker im Königreich Westphalen und wurde durch das Königliche Decret vom 24. Dezember 1807 gebildet.

## Gemeinden
- Hammersleben mit Augustinerkloster und Wegersdorf
- Gunsleben
- Wackersleben
- Ohrsleben
- Ottleben
- Ausleben
- Beckendorf